# Бальї

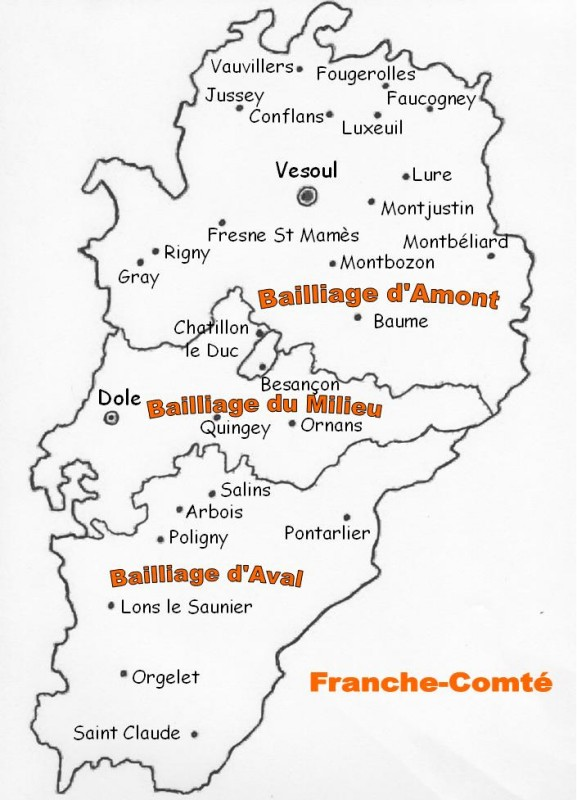
Бальяжі Франш-Конте

Бальї́ (фр. bailli, читається «баї́») — намісник короля або сеньйора у Французькому королівстві, який керував ввіреним йому регіоном, який називали балья́ж (baillage), де представляв адміністративну, судову та військову владу. У Південній Франції подібні функції виконували сенешалі.

## Етимологія
Слово «бальї» (первісні варіанти baillif, baillis) походить від дав.-фр. bail («намісник»), або являє собою субстантивований прикметник від дієслова baillir («керувати», первісно «нести»), що сходить до лат. bajulare («нести»). Давньофранцузька форма baillif (дружина балліфа називалася baillive) або утворена від bail доданням суфікса -if, або сходить до лат. bajulivum, являючи собою форму непрямого відмінка (cas régime) слова baillis.

## Бальї у Франції
Посада бальї була заснована в XIII столітті, королем Філіпом-Августом, який розділив королівський домен на частини, що називалися «бальяжами». Вирушаючи в Хрестовий похід 1190 року, Філіп-Август, доручив бальї керування частинами королівського домену, зобов'язавши їх правити суд не рідше ніж раз на місяць, причому спеціально обумовивши, що під їхню юрисдикцію в першу чергу потрапляють справи про зраду, вбивство або викраденні людей. Під керуванням бальї мали перебувати міські прево, йому ж давалося право оспорити їхні рішення.
Вищою інстанцією стосовно до бальї мала служити регентська рада, куди слід було за необхідності подавати скаргу на його рішення і куди бальї мав особисто з'являтися для звітування.
Крім чисто суддівських обов'язків, на бальї покладався також нагляд за збором податків, керування адміністрацією бальяжу від імені короля, розбирання скарг на королівських васалів, командування місцевими військами.
Людовик Святий поставив на завойованих землях чотирьох нових, так званих «великих бальї»: для графства Вермандуа — в Сен-Кентіні, для Шампані — в Сансі, для Бургундії — в Маконі і для Оверні — в Сен-П'єрр-ле-Мутьє.
Водночас для уникнення зловживань, Людовик (ордонансами 1254 та 1256 років, і слідом за ним Філіп Вродливий 1303 року) намагалися обмежити владу цього чиновника певними правилами. Так, для бальї було заборонено в місці виконання ним своїх обов'язків набувати власність, приймати подарунки, одружуватися або одружувати дітей, їм відтепер заборонялося після виходу у відставку затримуватися на колишньому місці більше сорока днів; винятком був випадок, якщо уже колишньому бальї вимагалося виступати відповідачем у суді, також їм належало судити «великих та малих за одними і тими ж законами».
Також бальї відтепер ставилося в обов'язок особисто з'являтися перед королівським парламентом і звітувати щодо своїх судових рішень, управління та фінансову політику.
Власне, всі ці заборони були спрямовані проти можливості для бальї узурпувати владу та перетворитися з королівського чиновника в фактичного господаря області — при тому, що посада їхня сама по собі повинна була зміцнювати королівську владу на противагу феодальній.

Так, в одному з призначень, зроблених в ті часи, бальї уповноважувався у разі якщо
...до вашого слуху дійшло, що духовні монсеньйори, представники церкви лагодять комусь образи, ви зобов'язані про те сповістити короля; якщо світські монсеньйори бажають застосувати до вас силу, ви не зобов'язані це терпіти; якщо адвокати монсеньйора бажають пожерти народ, ви повинні зібрати про те вичерпні відомості і дати про те знати королю.
Бальї повинен був серед іншого бути «легістом» — тобто займатися спеціальним, вичерпним для того часу вивченням законів та звичаїв. Це також накладало деякі обмеження; так в XIV столітті увійшло у звичку призначати для одного й того ж району двох бальї, як було сказано у відповідному документі «колишній — хороший воїн, при тому, що недостатньо обізнаний у розборі скарг».
Водночас посада, первісно єдна, розпадається на дві — з'являються бальї «мантії» та «шпаги». Перші як судові урядовці, другі — військові.
1413 року Карл VI після бунту кабош'єнів у Парижі своїм ордонансом дозволяв бальї під свою особисту відповідальність призначити собі заступника, який міг би взяти на себе суддівські функції. У часи Карла VII (ордонанс 1454 року) кількість заступників зросла до двох — один з них уповноважений завідувати «загальними», інший — «приватними» судовими справами. Карл VIII, 1493 року зробив призначення заступників обов'язковим. Людовик XII передав Парламенту права призначати та самих бальї та їх заступників, причому від останніх потрібно бути ліцензіатами загального та канонічного права.
Надалі кількість заступників продовжувало зростати. Кожний бальї поступово обзаводився заступника з загального кримінального права, загального цивільного права, і декількох заступників з окремих питань. 1561 року обов'язки бальї «довгої мантії» (тобто суддівського) та бальї «короткій мантії» (тобто військового) були жорстко та остаточно розділені, з 1579 року військовому бальї остаточно було заборонено займатися питаннями судочинства.
На початок XVI сторіччя військові функції бальї відійшли до губернаторів, збір податків — спеціально для цього призначених чиновників, і бальї перетворився (при змішанні обов'язків, характерному для цих часів) в командувача місцевим ополченням, а в XVII і XVIII століттях — у дворянського губернатора, який зберіг, втім, свої привілеї та призначався обов'язково з аристократів.
Сеньйори окремих земель також мали власних бальї, що мали ті ж права, що й королівські бальї у відповідному домені. У багатьох єпископства та абатствах були власні бальї.
У Парижі, «палацовий бальї» в Палаці Правосуддя виконував функції легіста. «Судовий бальї» в соборі Нотр-Дам виступав як фахівець з канонічного права, власного бальї мав також Паризький арсенал.
Остаточно посада бальї зникла у післяреволюційній Франції.

## На Мальті
У мальтійському ордені посада бальї йшла за старшинством за великим пріором і була старшою по відношенню до командора.

## У Швейцарії
У Швейцарії бальї виконував обов'язки глави судового округу (Landvogt), в його руках зосереджувалася виконавча влада. В кантонах, де говорили по-німецьки, титулу бальї відповідав Amtmann (або Ammann), вибираємо громадянами кантону — в такому разі, він носив ім'я Landammann, міста — Stadtammann або комуни Gemeindeammann.

## На Нормандських островах
З часів Генріха II на Нормандських островах і в самій Нормандії, колишньою частиною англійського королівства, існував бейклі (сучасний бейліф), чиї обов'язки відповідали французькому бальї. На островах ця посада існує та понині (див. Бейлівік).

## У Польщі
У Польщі XIII—XVI ст. (у тому числі на територіях сучасної України) посаді бальї приблизно відповідає посада ландвойта.